# 米东生
米东生（1953年4月8日—），男，汉族，云南易门人，中华人民共和国政治人物。昆明理工大学在职研究生课程进修班经济管理专业毕业。

## 生平
1966年10月参加工作。1981年2月加入中国共产党。
2007年11月，任云南省发展和改革委员会主任。2013年1月，当选云南省政协副主席。2016年1月，辞去云南省政协副主席职务。
2008年，当选第十一届全国人民代表大会云南地区代表。